# أق ديوار (قشلاق أهر)
أق ديوار (بالفارسية: آق‌دیوار) هي منطقة سكنية تقع في إيران في قسم قشلاق الریفي. يقدر عدد سكانها بـ 48 نسمة .